# Stipa arechavaletae
Stipa arechavaletae är en gräsart som beskrevs av Carlos Luis Spegazzini. Stipa arechavaletae ingår i släktet fjädergrässläktet, och familjen gräs. Inga underarter finns listade i Catalogue of Life.